# Sonderzug nach Moskau

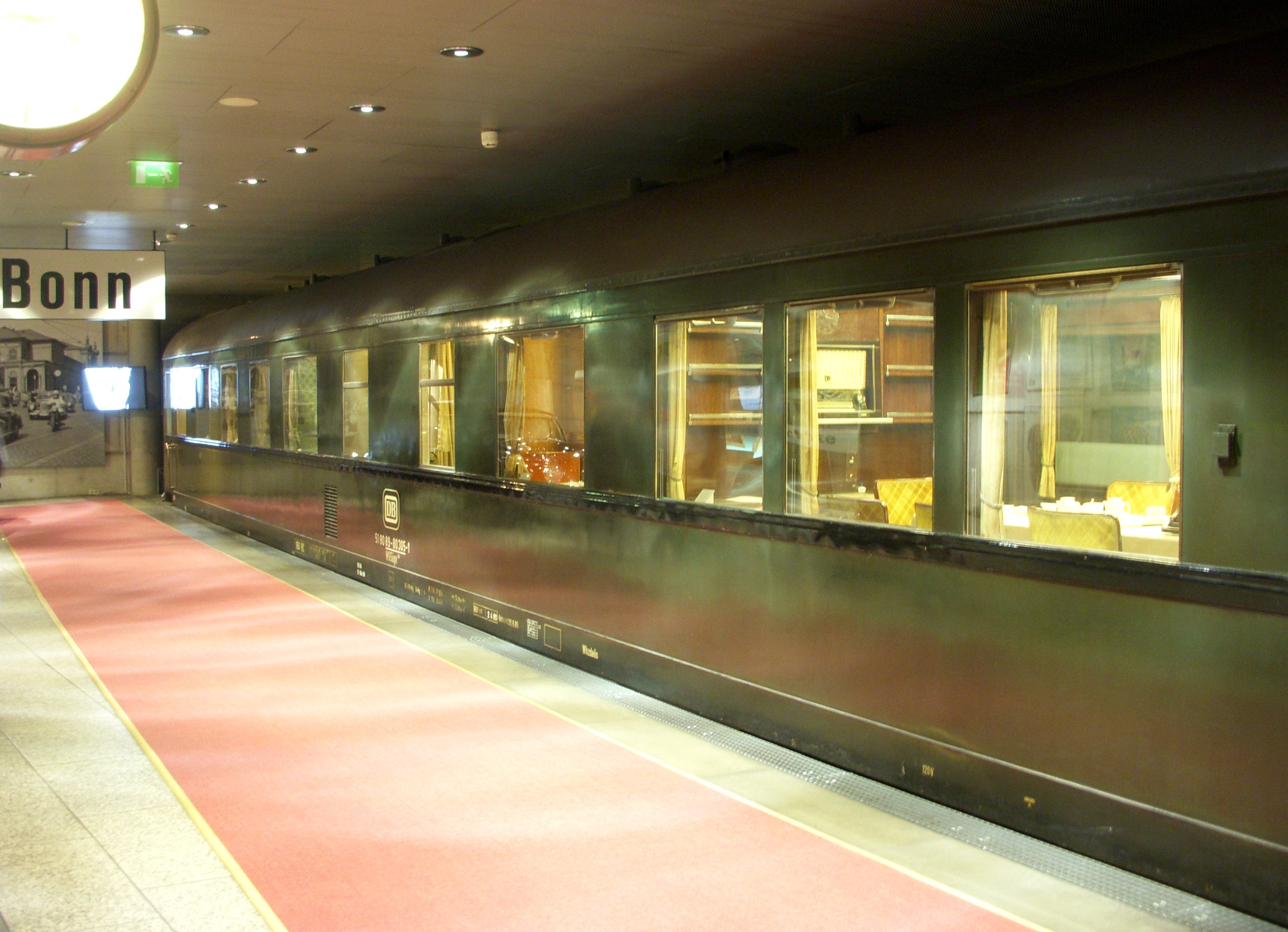
Salonwagen Adenauers, ehemals im Sonderzug, heute im Haus der Geschichte in Bonn

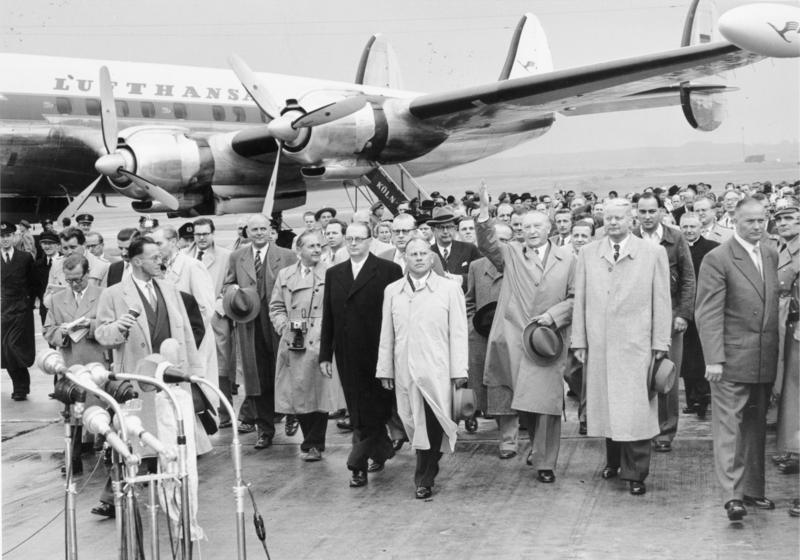
Rückkehr der Delegation aus Moskau am 14. September 1955 auf dem Flughafen Köln/Bonn.

Der Sonderzug nach Moskau („Zug M“) wurde von der Bundesregierung 1955 eingesetzt, um bei den Verhandlungen in der Sowjetunion um die Rückkehr der letzten deutschen Kriegsgefangenen eine abhörsichere Beratungsmöglichkeit in Moskau vor Ort zu haben.

## Ausgangslage
Das Schicksal der Kriegsgefangenen gehörte zu den drängenden Problemen im Deutschland der Nachkriegsjahre. 1955 befanden sich noch knapp 10.000 frühere deutsche Wehrmachts-Soldaten und ehemalige Angehörige der Waffen-SS sowie rund 20.000 politisch inhaftierte Zivilisten in sowjetischer Gefangenschaft. 
Diplomatische Beziehungen zwischen der Bundesrepublik Deutschland und der UdSSR bestanden damals (noch) nicht und es gab keine Botschaften des jeweils anderen Staates in Bonn oder Moskau. Deshalb nahm die sowjetische Botschaft in Paris im Juni 1955 mit der dortigen bundesdeutschen Botschaft Kontakt auf, um eine Einladung an Bundeskanzler Konrad Adenauer nach Moskau zu übergeben. Diese Einladung war damals eine Sensation. Adenauer sah die Chance, auch hinsichtlich der Kriegsgefangenen etwas zu bewegen und nahm die Einladung an. Am 8. September 1955 flogen er und seine Delegation mit einem Flugzeug der Lufthansa zu dem Staatsbesuch nach Moskau.
Da die Bundesrepublik Deutschland in Moskau keine Botschaft besaß, wurde für die Verhandlungen eine mobile, vorübergehende Lösung vereinbart: Ein Sonderzug, der eine abhörsichere Beratung für die deutsche Delegation sicherstellen sollte und mit eigenen Funkfernschreibern zum direkten Kontakt nach Deutschland ausgestattet war. Rechtlich wurde für den Zug – analog zu einem Botschaftsgebäude – Exterritorialität vereinbart.

## Vorbereitung

### Hauptzug
Die Delegation wohnte in Moskau in einem Hotel. Für die Zugbildung war deshalb nur erforderlich, dass in Moskau ausreichend Konferenz- und Aufenthaltsraum zur Verfügung stand. Ab dem 29. Juli 1955 bereitete die Deutsche Bundesbahn den Zug vor. An den vorgesehenen Wagen mussten zahlreiche Umbauten und Renovierungen vorgenommen werden. Am 22. und 23. August 1955 fanden Besprechungen in der Sowjetischen Botschaft in Ost-Berlin statt, in der zahlreiche technische Punkte hinsichtlich des Zuges vereinbart wurden: Fahrpläne, Einzelheiten zur Umspurung in Brest, Probefahrt nach der Umspurung, Kompatibilität der Bremssysteme, Kupplungen und Heizung, Versorgung mit Wasser, Außenreinigung und Abstellung in Moskau. Für den Hauptzug wurden 700 Tonnen Gewicht, 52 Achsen und 85 km/h vereinbart.
Für diesen Einsatz wurden alle Wagen des Zuges besonders ausgerüstet: Die Fenster der Wagen erhielten als Sichtschutz besonders schwere Vorhänge. Weiter wurden Drehgestelle in russischer Spurweite beschafft, die von Westwaggon hergestellt wurden. Erst am 22. August 1955 stellte das Auswärtige Amt die Forderung nach dem Einbau einer schalldichten Kabine in den Zug. Innerhalb weniger Tage wurde daraufhin von Siemens eine entsprechende Kabine in den Bahnpostwagen 105685, einen Wagen älterer Bauart, eingefügt.
Der Zug wurde im Ausbesserungswerk Frankfurt am Main zusammengestellt. Die Probefahrt erfolgte am 27. August 1955 von dort nach Elm und zurück, wobei 120 km/h gefahren wurden. Unter großem Zeitdruck wurden noch Nachbesserungen vorgenommen. Dann fuhr der Zug am 3. September 1955 nach Bonn.

### Vorzug
Außerdem war ein Vorzug, ein Werkstattzug, erforderlich, der die Drehgestelle in russischer Breitspur zum Umspurbahnhof Brest bringen sollte. Für diesen Vorzug wurden ca. 400 Tonnen Gewicht, 30 Achsen und eine Geschwindigkeit von 75 km/h vereinbart. Der Vorzug bestand aus Personenwagen für das Begleitpersonal und Güterwagen, vor allem 13 Flachwagen zum Transport der Drehgestelle in russischer Spurweite.

## Fahrt

### Vorzug
Der Vorzug war wie folgend zusammengestellt:
| Nummer | Beschreibung                                                  | Bezeichnung | Betriebsnummer |
| ------ | ------------------------------------------------------------- | ----------- | -------------- |
| 01     | Dienstwagen der DR                                            |             | 080 1 442      |
| 02     | Wagen 1. / 2. Klasse                                          | AB4ü        | 11 493 Hmb     |
| 03     | Salonwagen                                                    | Salon 4ü    | 10 202         |
| 04     | Kühlwagen Nr. 42 (für Lebensmittel der Mitarbeiter im Vorzug) | Trhs        | 305 867        |
| 05-17  | Flachwagen, mit je zwei Breitspurdrehgestellen beladen        | Rm          |                |
| 18     | Gepäckwagen als Begleiterwagen                                | Pwg         | 795 041        |

Der Vorzug verließ den Hauptgüterbahnhof Frankfurt (Main) am 2. September 1955, erreichte mittags den innerdeutschen Grenzbahnhof Helmstedt und wechselte dort auf das Netz der Deutschen Reichsbahn. Über Magdeburg ging es weiter bis Frankfurt (Oder), wo der Zug von den Polnischen Staatsbahn (PKP) übernommen wurde, die ihn nach Brest beförderte, wo er am Vormittag des 4. September ankam. Hier hatten die Mitarbeiter der Sowjetischen Staatsbahn (SZD) nun Gelegenheit, an dem Salonwagen 10202 das Umspuren an dem für sie fremden Fahrzeugtyp zu üben.

### Hauptzug
Am 4. September 1955 um 23:00 Uhr fuhr der Hauptzug, bespannt mit zwei Dampflokomotiven der Baureihe 01, von Bonn in Richtung Brest in folgender Zusammensetzung ab:
| Nummer | Beschreibung                                          | Bezeichnung  | Betriebsnummer |
| ------ | ----------------------------------------------------- | ------------ | -------------- |
| 01     | Salonautoreisezugwagen                                | SdrPw4ü      | 10 293 Ffm     |
| 02     | Salonwagen des Bundeskanzlers                         | Salon 4ü     | 10 205 Köl     |
| 03     | Salonwagen                                            | Salon 4ü     | 10 390         |
| 04     | Gepäckwagen                                           | Pw4ü-37      | 105 685        |
| 05     | Bahnpostwagen mit abhörsicherer Kabine                | Post4ü-b1/21 | 4796           |
| 06     | Schlafwagen                                           | WLAB4üe-37   | DSG 20 990     |
| 07     | Speisewagen                                           | WR4üe-39     | DSG 1157       |
| 08     | Schlafwagen                                           | WLAB4üe-37   | DSG 20 992     |
| 09     | Schlafwagen                                           | WLAB4üe-37   | DSG 20 991     |
| 10     | Generatorwagen                                        |              | 8904           |
| 11     | Generatorwagen                                        |              | 8903           |
| 12     | Gepäckwagen                                           |              | 1393           |
| 13a    | Personenwagen 2. Klasse für örtliches Begleitpersonal | B4i-30       | 25 046         |
| 13b    | SZD-Wagen für örtliches Begleitpersonal               |              | 1241           |

Im Zug fuhr fast ausschließlich technisches Personal mit: 6 Mitarbeiter der DB, 16 der DSG und 9 der Post.
Der Weg führte am 5. September 1955 über Köln und Hannover zunächst zum Grenzbahnhof Helmstedt. Mit der Deutschen Reichsbahn ging die Fahrt nun über Magdeburg und Köpenick bis Frankfurt (Oder), wo der Zug von den PKP übernommen wurde, die ihn über Warschau nach Brest beförderte. Dort wurde er am Vormittag des 6. September umgespurt. Mit der SZD ging es in einer weiteren Nachtfahrt über Minsk. Der Zug erreichte am 7. September 1955 gegen 13:30 Uhr den Bahnsteig im Leningrader Bahnhof (Ленинградский вокзал) in Moskau, an dem er in den nächsten Tagen stand.

## Heimkehr der Zehntausend
Trotz der politisch prekären Situation kam es bereits nach wenigen Tagen, am 12. September, zu einer Einigung zwischen beiden Parteien: Die 10.000 Kriegsgefangenen sollten entlassen werden.
Gegenleistung war die Aufnahme diplomatischer Beziehungen zwischen beiden Staaten, womit der Alleinvertretungsanspruch der Bundesrepublik Deutschland insoweit aufgegeben wurde. Die Freilassung auch der Zivilgefangenen wurde kurz vor dem Ende der Gespräche persönlich zwischen Adenauer und Nikolai Bulganin vereinbart. 
Am 7. Oktober 1955 kamen die ersten 600 Heimkehrer der „Zehntausend“ am innerdeutschen Grenzbahnhof Herleshausen an und wurden in das Lager Friedland weitergeleitet. Am 16. Januar 1956 trafen dann die letzten aus sowjetischen Lagern heimkehrenden Kriegsgefangenen dort ein.

## Rückfahrt
Die Rückfahrt des Hauptzuges erfolgte am Morgen des 16. September 1955, Brest wurde etwa 24 Stunden später erreicht. Der Vormittag verging dort mit dem Umspuren des Hauptzuges. Am Morgen des 18. September wurde in Helmstedt wieder die Bundesrepublik Deutschland und das Netz der Deutschen Bundesbahn erreicht. In Bonn kam der Zug am Spätnachmittag des gleichen Tages an. Er wurde am folgenden Tag als Leerzug nach Frankfurt (Main) Süd überführt.
Der ursprüngliche Vorzug bildete nun einen Nachzug. Er verließ Brest am 18. September und erreichte Frankfurt am Main am 20. September.

## Museumsobjekte
Der Salonwagen des Kanzlers, Bestandteil des Sonderzuges nach Moskau, ist heute das größte und schwerste Ausstellungsobjekt im Haus der Geschichte in Bonn.
Er wurde schon während der Bauphase des Hauses ab dem 5. Oktober 1990 im Untergeschoss des Museums „eingemauert“. Auch der Mercedes 300 des Kanzlers steht dort, auf dem „Bahnsteig“ vor dem Salonwagen.